# قلعة الشهابية

القلعة الشهابية، أو السرايا الشهابية، هي قلعة أثرية في قلب منطقة حاصبيا، عاصمة وادي التيم.

## تاريخها
لا يوجد أي دلائل عن من بنى القلعة. تاريخها المعلوم يبدأ مع الصليبيين، ولكنه قد يعود إلى زمن أبعد ليكون حصناً بناه العرب أو مبنى للرومان. أما ما نعرفه أنها ملك للأمراء الشهابيين الذين استولوا عليها إثر الانتصار الكبير على الصليبيين في العام 1170م. والحاكم الصليبي للقلعة كان يدعى الكونت «أورا دوبربون». ويروي الأمير عصام الشهابي أن بناء القلعة يعود «إلى ما بين عامي 1100 و1171 ميلادية، حيث بنى الصليبيون في تلك الحقبة قلاعاً عدة لحماية مملكتهم والدفاع عنها. فكانت قلعة الشقيف مثلاً موقعاً حربياً، أما قلعة حاصبيا فكانت حربية وسكنية في الوقت نفسه. وقد يكون موقعها سبباً لذلك، فهي تقع بالقرب من ينابيع نهر الحاصباني على السفح الغربي لجبل حرمون، وتجاور سوق الخان التي كانت المحطة الرئيسة لقوافل التجار إلى الداخل السوري».
لقد شهدت القلعة على مر السنين الكثير من الانتصارات ومن النكسات حيث تعرضت عدّة مرات للحريق، منها في سنة 1284م، حين دخلت جيوش المغول إلى سوريا وفلسطين عن طريق وادي التيم، وفي 1612م إثر خلاف بين أحمد باشا والأمير علي الشهابي أمير حاصبيا. وفي سنة 1617م عندما أوفد الوزير العثماني محمد باشا جركس، قوّة عسكرية بقيادة حسين اليازجي، دخلت حاصبيا وهدمت قسماً من القلعة. وفي سنة 1633م أحرقها العثمانيون ونهبوا البلدة أثر توجه جيش بقيادة أحمد كجك باشا لمحاربة الأمير فخر الدين المعني الثاني الكبير. وفي سنة 1660م أحرقها والي الشام أحمد باشا. وكان الشهابيون يعيدون ترميمها كل مرة.

## معالمها
يتراوح ارتفاع الجدران الخارجية للسرايا بين 15 و20 متراً ومحيطها نحو 220 متراً. نصب على المدخل أسدان متقابلان مربوطان بسلاسل وأمامهما أرنبان طليقان في إشارة إلى العدالة الاجتماعية. إذ أن الأسد القوي مكبل اليدين والأرنب الضعيف حر وطليق. والمدخل عبارة عن عقد صليبي يبلغ ارتفاعه 32 متراً، وهو يُعدّ أعلى عقد في الشرق المتوسط، ويعلو مدخلها لوحة كتب عليها «مما عمل برسم سيدي ومولاي الأمير علي الشهابي وذلك سنة 1009 هجرية». وتتألف القلعة من أربعة أقسام، ثلاثة فوق الأرض وقسم تحته. وفي الداخل غرف سكنية وأقبية. كانت تستعمل الطبقة السفلية تحت الأرض لتخزين المؤن والذخيرة. وكي تصل إلى الطابق العلوي الثاني عليك المرور بدرج ضيق يكشف نقوشاً وزخارف وألواناً ولوحة كتب عليها أبيات من الشعر تمجيدا بالشهابيين وتخليداً لهم.
وفي داخل غرفة الاستقبال قطعة من الرخام الأصفر لهيكل رجل مصغّر. أما الطبقة الثالثة فهي من إنشاء الأمراء الشهابيين، لذا تكثر فيها النوافذ والقناطر ذات الطراز العربي الإسلامي. وأمام الديوان زخارف صليبية تمثّل أزهاراً وهي شعار آلبربون، العائلة المالكة في فرنسا.
صنفت مديرية الآثار القلعة الشهابية على أنها قلعة أثرية منذ أيام فؤاد شهاب، إلاّ أن ذلك لم يمنع من إهمالها كونها تعد أملاكاً خاصة، فلا تزال عائلات من آل شهاب تسكن فيهاو تملكها كاملا.